# Lädtjärnen (Älvdalens socken, Dalarna, 682477-136881)
Lädtjärnen är en sjö i Älvdalens kommun i Dalarna och ingår i Dalälvens huvudavrinningsområde.